# Stade Gdańsk
Le stade Gdańsk est un stade multi-usages situé dans le quartier de Letnica à Gdańsk en Pologne, achevé en 2011. Le stade peut accueillir 41 620 personnes.

## Histoire

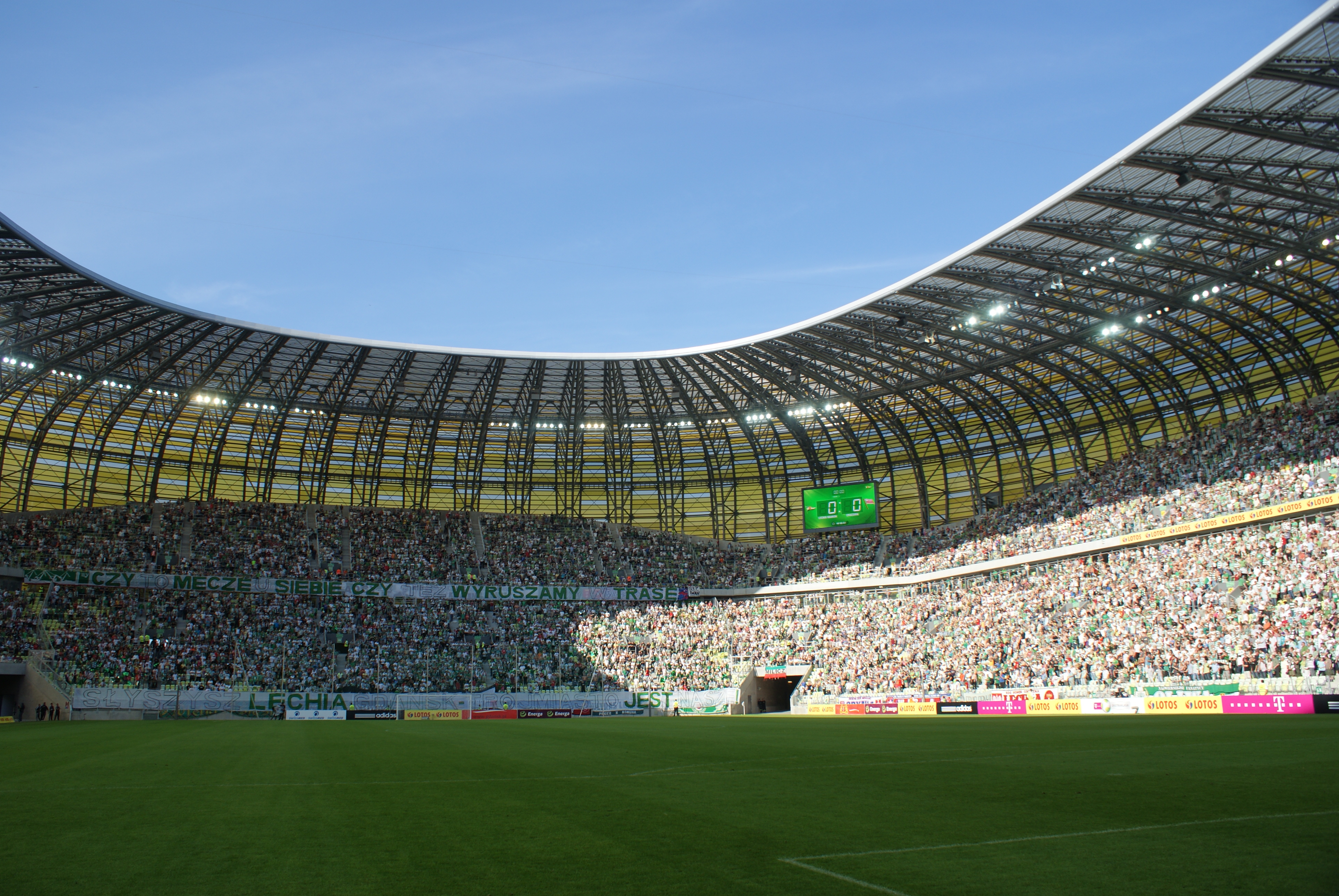
L'intérieur en 2011

Son coût de 210 millions d’euros (environ 864 millions de złotys), financé par la ville (75 %) et l’État (25 %), a été revu à la baisse grâce à la présence de sociétés étrangères dans l’appel d’offres (Chine …) qui a poussé ses concurrents à diminuer leurs prix. Le stade ressemble à un anneau d’ambre avec une façade couverte de carreaux de polycarbone.
Il a été retenu par l’UEFA pour accueillir trois matchs de poule et un quart de finale de l'Euro 2012.
Fin 2009, le stade a mis son nom en vente grâce à la technique du naming. Quatre sociétés – Grupa Lotos, Telekomunikacja Polska, Polska Grupa Energetyczna (PGE) et Bank Pekao SA – ont présenté une offre afin d'acquérir les droits de naming du futur stade. Le 10 décembre, Polska Grupa Energetyczna (PGE) obtient les droits sur cinq années pour la somme de 35 millions de złotychs,. Précédemment, le stade était connu sous le nom de Stadion Piłkarski w Gdańsku et de Baltic Arena (Arena Bałtycka en polonais). Finalement, la durée du contrat est revue à la baisse et est passée à quatre ans.
Le match d'ouverture eu lieu le 14 août 2011 entre Lechia Gdańsk et Cracovia. 34 444 spectateurs assistèrent à la rencontre qui se solda par un nul (1–1). Le premier match international, Pologne-Allemagne, s'est déroulé le 6 septembre 2011 avec un résultat nul (2-2).
En novembre 2015, alors que le contrat avec PGE a pris fin deux mois plus tôt, l'opérateur du stade en signe un nouveau avec Energa, qui donne son nom à l'enceinte pour une durée de cinq ans,.

## Événements
- Ouverture au grand public du stade en présence du premier ministre polonais Donald Tusk, 6 août 2011
- Championnat d'Europe de football 2012
- Finale de la Ligue Europa 2020–2021

## Galerie

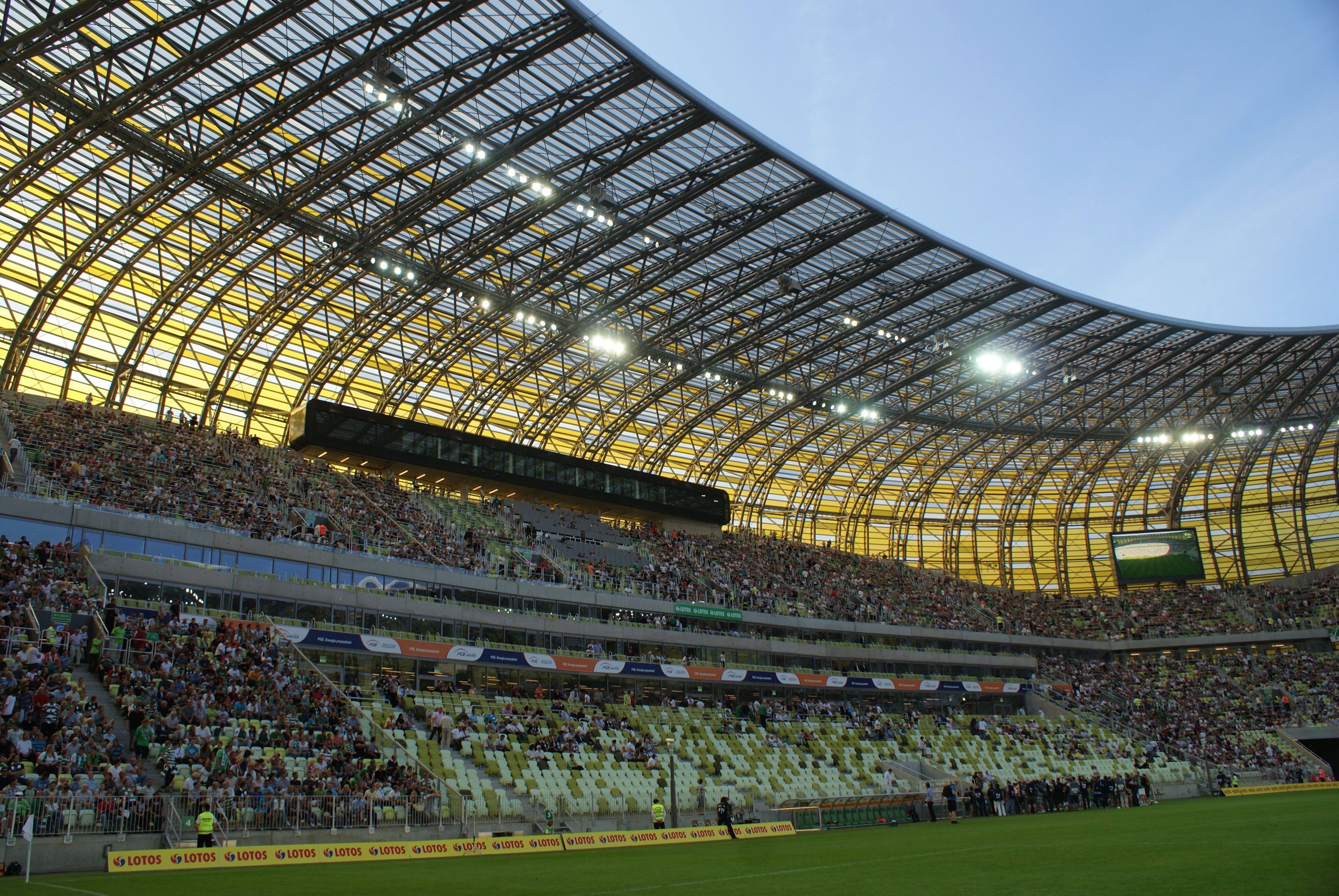
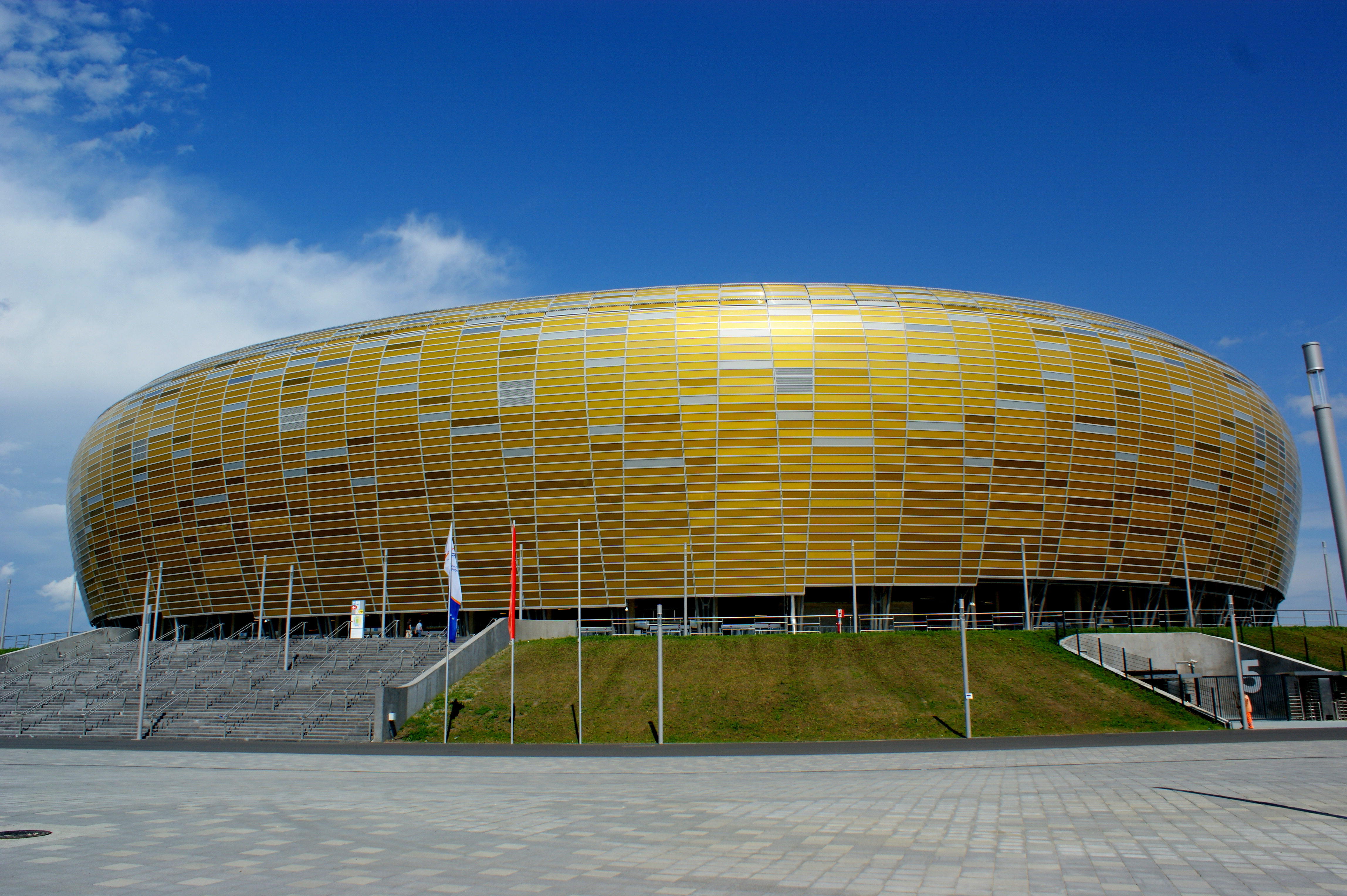
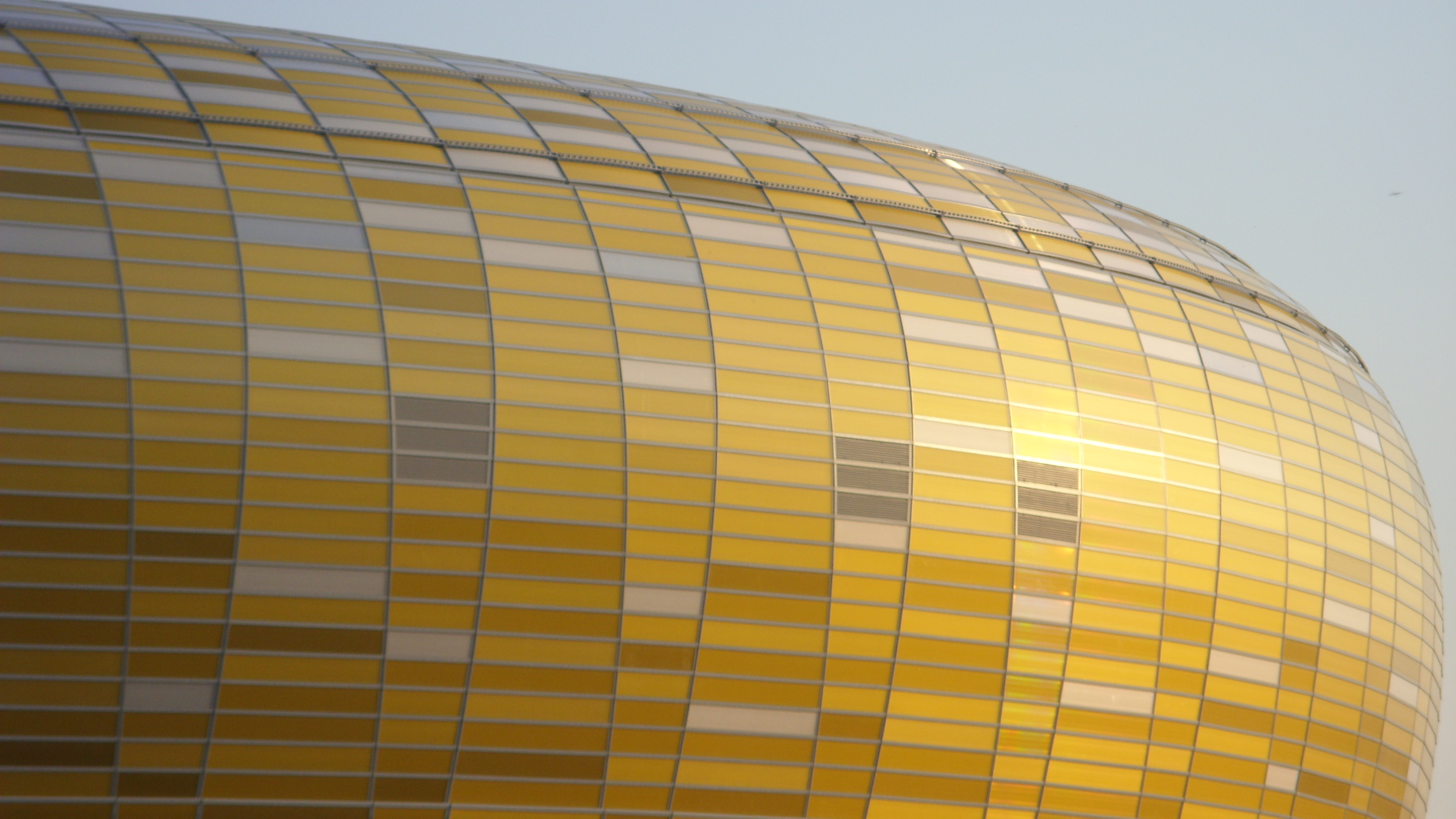